# Lerchenfeld
Lerchenfeld – kaszubski herb szlachecki z nobilitacji.

## Opis herbu
Herb znany był przynajmniej w czterech wariantach. Opisy z wykorzystaniem zasad blazonowania, zaproponowanych przez Alfreda Znamierowskiego:
Lerchenfeld I: W polu czerwonym gołąb (skowronek) srebrny, wzlatujący. Klejnot: nad hełmem w koronie dwa skrzydła orle, prawe czerwone, lewe srebrne. Labry czerwone, podbite srebrem.
Lerchenfeld I odmienny: Pole błękitne, nieokreślony ptak (być może skowronek) szary, wzlatujący na kamieniu trójkątnym, szarym. Skrzydła w klejnocie srebrne, labry błękitne, podbite srebrem.
Lerchenfeld II: W polu czerwonym skowronek szary, stojący. Sama tarcza nakryta koroną.
Lerchenfeld II odmienny (Gawroniec): W polu srebrnym gawron (być może czarny, wzlatujący), na kamieniu szarym. Nad tarczą sama korona, z której klejnot: trzy pióra strusie.

## Symbolika herbu
Według heraldyków niemieckich, ptakiem w tym herbie jest skowronek (niem. Lerchen), gdyby przyjąć tę interpretację, herb ten byłby herbem mówiącym.

## Najwcześniejsze wzmianki
Nobilitacja Jana Fryderyka Lerchenfelda, sekretarza królewskiego, z dnia 11 kwietnia 1676, cofnięta konstytucją sejmową w 1678, powtórzona 1685. W oryginalnym dokumencie nobilitacyjnym, herb miał postać jak wariant I odmienny. Herb w wariancie upowszechnionym przez źródła niemieckie (wariant I) wymieniają herbarze: Nowy Siebmacher, Ledebura (Adelslexikon der preussichen Monarchie von...), Ostrowskiego (Księga herbowa rodów polskich, błędny rysunek) oraz Bonieckiego (Herbarz polski). Wariant II wymieniany przez Siebmachera i Żernickiego (Geschichte der polnische Adel), pochodzi z pieczęci Petera von Lerchenfeld. Natomiast herb o nazwie Gawroniec, należący do Konstancji Lerchenfeld, pochodzi z łacińskiego opisu przy instalacji kanonika włocławskiego w 1760.

## Rodzina Lerchenfeld
Rodzina prawdopodobnie pochodzenia niemieckiego, po uzyskaniu polskiego szlachectwa osiadła na Kaszubach. Tam też wzmiankowani są potomkowie Jana Fryderyka: Konstancja (zm. 1721), Johann (posiadacz połowy Brętowa w 1692, a od 1694 działu w Nowcu, w rękach rodziny do 1728). Ludwik Lerchenfeld podpisał elekcję Leszczyńskiego w 1733, zaś Józef manifest za Augusta III. W rękach rodziny znajdowały się też działy we wsiach Stawiski, Borkowo, Warzenko (Peter von Lerchenfeld w latach 1772-98), Borowiec (Johann von Lerchenfeld, 1786), Tuchołka (1836). Rodzina używała tytułu baronowskiego w XIX/XX wieku, chociaż brak dokumentów potwierdzających im nadanie tego tytułu. Ze spolszczonych zupełnie Lerchenfeldów wywodził się Tadeusz Lerchenfeld (1883-1955), działacz niepodległościowy i powstaniec wielkopolski.

## Herbowni
Lerchenfeld (Lenchenfelt, Lerchenfeldt, Lerchenfelt, Lirechenfelt).